# Benny Parsons
Benjamin Stewart Parsons (Condado de Wilkes, Carolina do Norte, 12 de julho de 1941 – Charlotte, Carolina do Norte, 16 de janeiro de 2007), foi um condutor de NASCAR norte-americano, e mais tarde um locutor/analista na TBS, ESPN, NBC e TNT. Tornou-se famoso em 1973 como o vencedor da Winston Cup (actual NEXTEL Cup) da NASCAR.
As suas alcunhas eram BP e The Professor, a última, em parte, devido aos seus comentários populares e comportamento descontraído.

## Antes da NASCAR
Parsons passou os anos da sua infância nas "Blue Ridge Mountains" da Carolina do Norte e jogou futebol no liceu de Millers Creek no Condado de Wilkes. Depois de acabar o liceu, mudou-s epara Detroit, Michigan onde o seu pai onde o seu pai operava uma companhia de táxis.  Parsons trabalhou num posto de gasolina e conduziu táxis em Detroit antes de entrar para a competição da NASCAR.

## Carreira de condutor

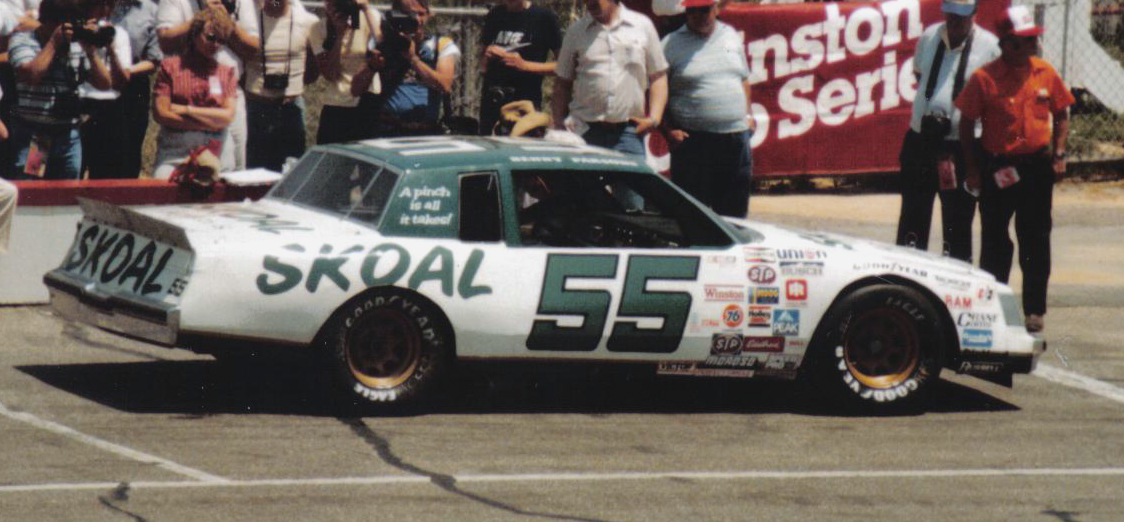
Carro de Benny Parsons na NASCAR em 1983.

Parsons começou a sua carreira na NASCAR fazendo uma corrida em 1964 por Holman-Moody com um jovem Cale Yarborough.
Venceu o campeonato do Auto Racing Club of America em 1968 e 1969.
Parsons acabou entre o terceiro e o quinto lugar nas pontuações finais entre 1974 e 1980. Venceu a Daytona 500 em 1975. Venceu a World 600 de 1980, em Charlotte.
Apareceu no filme "Stroker Ace" (1983), de Burt Reynolds.
Parsons correu em cerca de metade das corridas entre 1983 e 1986 para o proprietário  Johnny Hayes. A vitória de final de carreira de Parsons veio com a Coca-Cola 500 em Atlanta.
Parsons correu para Junie Donlavey na sua época final na NASCAR, em 1988.

## Prémios e Estatísticas
- Indicado para o International Motorsports Hall of Fame em 1994.
- Nomeado como um dos NASCAR's 50 Greatest Drivers em 1998.
- Indicado para o Court de Lendas no Lowe's Motor Speedway em 1994.
- Indicado para o Motorsports Hall of Fame of America em 2005.
- Teve 283 finais no top 10, dirigiu pelo menos uma volta em 192 corridas, e acabou nunca abaixo do quinto lugar em pontos entre 1972 e 1980.

## Locutor da NASCAR
Começou a fazer locução na década de 1980 na ESPN e na TBS enquanto ainda corria em part-time. Depois de se retirar permanentemente, em 1988, Parsons tornou-se um locutor; primeiro na ESPN, e depois na NBC e na TNT em 2001. Recebeu um Emmy ESPN em 1996, e o ACE Award em 1989.
Parsons co-actuou como mestre de cerimónias na cobertura da Winston Cup Qualifying na "North Carolina radio station" (WFMX) com Mark Garrow no início da década de 1990. Continuou a apresentar um programa de rádio chamado "Fast Talk with Benny Parsons" na "Performance Racing Network" (PRN) até à sua morte.
Em 2005, Parsons fez uma aparição como ele próprio no filme "Herbie: Fully Loaded". Em 2006, apareceu novamente como ele próprio em "Talladega Nights: The Ballad of Ricky Bobby".

## Doença e Morte
Parsons começou a ter problemas respiratórios no Verão de 2006. Foi-lhe diagnosticado um cancro do pulmão. Anunciou mais tarde que o tratamento fora um sucesso. Teve então dificuldade em respirar, o que justificou com o facto de a radioterapia lhe ter danificado o pulmão esquerdo, tornando-o inapto para funcionar correctamente. Os médicos disseram que o seu corpo se ajustaria ao pulmão saudável.
A sua saúde privou-o de comparecer a uma cerimónia em Novembro de 2006, na qual seria agraciado com o Myers Brothers Award, honrando as suas contribuições para a corrida.
No dia 26 de Dezembro de 2006, Parsons foi re-hospitalizado e internado nos cuidados intensivos devido a complicações relacionadas com o cancro do pulmão.
No dia 16 de Janeiro de 2007, Parsons morreu, aos 65 anos, devido a complicações no tratamento ao cancro do pulmão na Unidade de Cuidados Intensivos do Carolinas Medical Center, em Charlotte.